# Bodonal de la Sierra
Bodonal de la Sierra és un municipi de la província de Badajoz, a la comunitat autònoma d'Extremadura.